# Eleições estaduais no Ceará em 1954
As eleições estaduais no Ceará em 1954 ocorreram em 3 de outubro como parte das eleições gerais em 20 estados, no Distrito Federal, e nos territórios federais do Acre, Amapá, Rondônia e Roraima. Foram escolhidos o governador Paulo Sarasate, o vice-governador Flávio Marcílio, os senadores Fernandes Távora e Parsifal Barroso, 18 deputados federais e 45 deputados estaduais. Em todo o país foram eleitos onze governadores e em 1955 foram eleitos governadores de nove estados.
Advogado, professor e jornalista, o governador Paulo Sarasate é formado pela Universidade Federal do Ceará em 1930 e integra a Ordem dos Advogados do Brasil, foi inspetor de ensino e pertence à Associação Cearense de Imprensa. Em 1928 esteve junto a Demócrito Rocha na fundação de O Povo e em 1935 foi eleito deputado estadual. Afastado da política devido ao Estado Novo, filiou-se à UDN elegendo-se deputado federal em 1945 e 1950. Sua vitória fez dele o segundo governador cearense nascido em Fortaleza desde o fim da Era Vargas.
Para vice-governador foi eleito o advogado Flávio Marcílio. Nascido em Picos (PI), foi professor da Universidade Federal do Ceará, Universidade de Brasília e do Centro Universitário de Brasília. No Ceará foi juiz do Tribunal Regional Eleitoral e conselheiro do Tribunal de Contas, cargos que deixou para eleger-se vice-governador do estado pelo PTB. Em 3 de julho de 1958 assumiu o governo quando Paulo Sarasate renunciou para voltar à Câmara dos Deputados.

## Resultado da eleição para governador
Conforme o acervo do Tribunal Regional Eleitoral do Ceará.
| Candidatos a governador do estado | Candidatos a vice-governador | Número | Coligação                          | Votação | Percentual |
| --------------------------------- | ---------------------------- | ------ | ---------------------------------- | ------- | ---------- |
| Paulo Sarasate UDN                | Ver abaixo -                 | -      | Oposições Coligadas (UDN, PTB, PR) | 266.168 | 50,82%     |
| Armando Falcão PSD                | Ver abaixo -                 | -      | PSD, PSP                           | 257.567 | 49,18%     |

## Resultado da eleição para vice-governador
Conforme o acervo do Tribunal Regional Eleitoral do Ceará.
| Candidatos a governador do estado | Candidatos a vice-governador | Número | Coligação                          | Votação | Percentual |
| --------------------------------- | ---------------------------- | ------ | ---------------------------------- | ------- | ---------- |
| Ver acima -                       | Flávio Marcílio PTB          | -      | Oposições Coligadas (UDN, PTB, PR) | 267.358 | 51,13%     |
| Ver acima -                       | Raimundo Ivan PSP            | -      | PSP (sem coligação)                | 255.558 | 48,87%     |

## Biografia dos senadores eleitos

### Fernandes Távora
Na eleição para senador, o médico e farmacêutico Fernandes Távora, natural de Jaguaribe e diplomado, nessa ordem, pela Universidade Federal da Bahia e pela Universidade Federal do Rio de Janeiro, obteve a primeira vaga. Irmão de Juarez Távora e pai de Virgílio Távora, conseguiu o Doutorado em 1902 e após uma estadia pela Europa retornou ao Brasil e trabalhou na Região Amazônica e no Ceará, foi professor do Colégio Militar do Ceará e dirigiu o jornal A Tribuna. Três vezes deputado estadual antes da Revolução de 1930, nesse mesmo ano assumiu a interventoria estadual e foi eleito deputado federal em 1933. Após a queda de Getúlio Vargas foi eleito deputado federal pela segunda vez em 1945 pela UDN e disputou três eleições para senador, vencendo em 1947 e em 1954.

### Parsifal Barroso
A segunda vaga coube ao advogado Parsifal Barroso. Formado em 1933 na Universidade Federal do Ceará, foi professor do Liceu Cearense e procurador do Instituto de Aposentadorias e Pensões dos Comerciários (IAPC). Natural de Fortaleza, exerceu um mandato de deputado estadual antes do Estado Novo e anos depois ingressou no PSD conquistando um novo mandato em 1947. Genro de Francisco Monte, foi eleito deputado federal junto com o sogro em 1950. Ao mudar para o PTB foi eleito senador, contudo seu mandato foi entregue ao suplente, Fausto Cabral, para que exercesse o cargo de ministro do Trabalho do presidente Juscelino Kubitschek.

## Resultado da eleição para senador
Dados fornecidos pelo Tribunal Regional Eleitoral do Ceará.
| Candidatos a senador da República | Candidatos a suplente de senador | Número | Coligação                          | Votação | Percentual |
| --------------------------------- | -------------------------------- | ------ | ---------------------------------- | ------- | ---------- |
| Fernandes Távora UDN              | Carlos Saboia UDN                | -      | Oposições Coligadas (UDN, PTB, PR) | 265.490 | 26,22%     |
| Parsifal Barroso PTB              | Fausto Cabral PTB                | -      | Oposições Coligadas (UDN, PTB, PR) | 258.728 | 25,56%     |
| Olavo Oliveira PSP                | Hugo de Castro PSP               | -      | PSD, PSP                           | 252.633 | 24,96%     |
| Raul Barbosa PSD                  | Carlos Barbosa PSD               | -      | PSD, PSP                           | 235.404 | 23,26%     |

## Deputados federais eleitos
São relacionados os candidatos eleitos com informações complementares da Câmara dos Deputados.

Representação eleita
  UDN: 6
  PSD: 6
  PSP: 3
  PTB: 2
  PR: 1

Fonteː
| Deputados federais eleitos | Partido | Votação | Percentual | Cidade onde nasceu | Unidade federativa |
| Virgílio Távora            | UDN     | 33.955  |            | Jaguaribe          | Ceará              |
| Carlos Jereissati          | PTB     | 29.452  |            | Fortaleza          | Ceará              |
| Martins Rodrigues          | PSD     | 29.094  |            | Quixadá            | Ceará              |
| Armando Falcão             | PSD     | 28.549  |            | Fortaleza          | Ceará              |
| Perilo Teixeira            | UDN     | 26.930  |            | Itapipoca          | Ceará              |
| Colombo de Sousa           | PSP     | 25.249  |            | Itapipoca          | Ceará              |
| Adail Cavalcanti           | UDN     | 24.900  |            | Iguatu             | Ceará              |
| Álvaro Lins                | PSP     | 24.789  |            | Pedra Branca       | Ceará              |
| Francisco Monte            | PTB     | 24.340  |            | Sobral             | Ceará              |
| Menezes Pimentel           | PSD     | 22.341  |            | Santa Quitéria     | Ceará              |
| Moreira da Rocha           | PR      | 22.340  |            | Fortaleza          | Ceará              |
| Esmerino Arruda            | PSP     | 21.631  |            | Granja             | Ceará              |
| Euclides Wicar             | PSD     | 20.797  |            | Fortaleza          | Ceará              |
| Adolfo Gentil              | PSD     | 20.398  |            | Fortaleza          | Ceará              |
| Alfredo Barreira           | UDN     | 19.638  |            | Solonópole         | Ceará              |
| Gentil Barreira            | UDN     | 17.421  |            | Solonópole         | Ceará              |
| Ernesto Saboia             | UDN     | 16.259  |            | Sobral             | Ceará              |
| Antônio Horácio            | PSD     | 13.507  |            | Aracoiaba          | Ceará              |
| Fonte:                     |         |         |            |                    |                    |

## Deputados estaduais eleitos
A Assembleia Legislativa do Ceará recebeu 45 representantes.

Representação eleita
  UDN: 15
  PSD: 15
  PSP: 8
  PTB: 7

| Deputados estaduais eleitos | Partido | Votação | Percentual | Cidade onde nasceu      | Unidade federativa |
| Paulo Cabral                | UDN     | 11.420  |            | Guaiúba                 | Ceará              |
| Péricles Moreira da Rocha   | PTB     | 8.274   |            | Fortaleza               | Ceará              |
| Manuel de Castro            | UDN     | 9.139   |            | Morada Nova             | Ceará              |
| Waldemar Alcântara          | PSD     | 7.888   |            | São Gonçalo do Amarante | Ceará              |
| Décio Teles Cartaxo         | UDN     | 7.755   |            | Mauriti                 | Ceará              |
| Francisco Saraiva Xavier    | UDN     | 7.462   |            | Brejo Santo             | Ceará              |
| Rigoberto Romero            | UDN     | 7.429   |            | Itapipoca               | Ceará              |
| Jeová Costa Lima            | UDN     | 7.396   |            | Itaiçaba                | Ceará              |
| Guilherme Gouveia           | UDN     | 7.303   |            | Granja                  | Ceará              |
| Danúsio Barroso             | PSD     | 6.971   |            | Itapipoca               | Ceará              |
| Ésio Pinheiro               | PSD     | 6.875   |            | Jaguaribe               | Ceará              |
| Gomes da Silva              | PSD     | 6.768   |            | Uruburetama             | Ceará              |
| Edson da Mota Corrêa        | UDN     | 6.672   |            | Caucaia                 | Ceará              |
| Deusimar Lins               | PSP     | 6.633   |            | Pedra Branca            | Ceará              |
| Expedito Machado            | PSD     | 6.599   |            | Crateús                 | Ceará              |
| José Pontes Neto            | PSP     | 6.578   |            | Massapê                 | Ceará              |
| Manuel Gomes Sales          | UDN     | 6.517   |            | Acaraú                  | Ceará              |
| Celso Barreira              | UDN     | 6.478   |            | Jaguaribe               | Ceará              |
| Raimundo Queiroz            | PSD     | 6.404   |            | Beberibe                | Ceará              |
| Edval Távora                | UDN     | 6.355   |            | Iguatu                  | Ceará              |
| Plácido Castelo             | PSP     | 6.344   |            | Mombaça                 | Ceará              |
| Paes de Andrade             | PSD     | 6.324   |            | Mombaça                 | Ceará              |
| Ernesto Valente             | PSD     | 6.321   |            | Aracati                 | Ceará              |
| Moacir Aguiar               | UDN     | 6.271   |            | Fortaleza               | Ceará              |
| Cincinato Furtado Leite     | UDN     | 6.267   |            | Santana do Cariri       | Ceará              |
| José Napoleão               | UDN     | 6.252   |            | Brejo Santo             | Ceará              |
| Barros dos Santos           | UDN     | 6.205   |            | Itapiúna                | Ceará              |
| Franklin Chaves             | PSD     | 6.124   |            | Fortaleza               | Ceará              |
| Wilson Gonçalves            | PSD     | 6.038   |            | Cajazeiras              | Paraíba            |
| Almir Pinto                 | PSD     | 5.890   |            | Lavras da Mangabeira    | Ceará              |
| Cândido Ribeiro Neto        | PSD     | 5.839   |            | Aurora                  | Ceará              |
| Osires Pontes               | PSD     | 5.755   |            | Massapê                 | Ceará              |
| Joel Marques                | PSD     | 5.742   |            | Tauá                    | Ceará              |
| Figueiredo Correia          | PSD     | 5.688   |            | Várzea Alegre           | Ceará              |
| Júlio Filizola              | PSP     | 5.336   |            | São Benedito            | Ceará              |
| Almino Loiola               | PSP     | 5.194   |            | Araripe                 | Ceará              |
| Tibúrcio Soares             | PSP     | 5.150   |            | Fortaleza               | Ceará              |
| Antônio de Carvalho Rocha   | PSP     | 5.143   |            | Granja                  | Ceará              |
| Antônio Gomes de Freitas    | PTB     | 5.119   |            | Tauá                    | Ceará              |
| Setembrino Veras            | PSP     | 4.907   |            | Camocim                 | Ceará              |
| José Peregrino Frota        | PTB     | 4.789   |            | Quixeramobim            | Ceará              |
| Haroldo Martins             | PTB     | 4.720   |            | Santa Quitéria          | Ceará              |
| Vicente Amaral              | PTB     | 4.709   |            | São Benedito            | Ceará              |
| Firmo de Aguiar             | PTB     | 4.426   |            | Massapê                 | Ceará              |
| Monteiro de Macedo          | PTB     | 4.279   |            | Cabaceiras              | Paraíba            |
| Fonte:                      |         |         |            |                         |                    |